# Super Mario RPG
Super Mario RPG: Legend of the Seven Stars, o simplement Super Mario RPG (スーパーマリオＲＰＧ, Sūpā Mario RPG) és un videojoc de rol desenvolupat per Square Company per a la Super Nintendo Entertainment System (SNES).
L'argument se centra en en Mario i en els amics en el seu intent de derrotar a la banda d'en Smithy, qui ha xocat contra el Regne Xampinyó i ha destruït l'Star Road, que té el poder de restaurar la pau i de concedir desitjos, en set peces que han quedat perdudes en diferents mons. Super Mario RPG és el primer joc de rol de la franquícia, que es nodreix d'elements de jocs de rol de Square com Final Fantasy. La manera principal de lluitar contra els enemics és el combat per torns amb un grup de fins a tres personatges. També és el primer joc en inglore jugabilitat dins un entorn 3D isomètric, cosa que permet una nova varietat d'elements d'exploració i de plataformes que recorden a la sèrie Super Mario.
El joc fou dirigit per Chihiro Fujioka i Yoshihiko Maekawa, produït per Shigeru Miyamoto i amb música de Yoko Shimomura. Va ser publicat per Nintendo l'any 1996 només a l'Amèrica del Nord, al Japó i a Corea del Sud. No va arribar a la regió PAL per la necessitat d'optimitzar-lo a les televisions PAL i traduir-lo a diferents llengües a part de l'anglès i el japonès. Va ser un dels set jocs de la SNES llançats fora del Japó en emprar el xip Nintendo SA-1, amb un microprocessador addicional que n'augmenta la capacitat i el rendiment. Va ser el darrer joc de la franquícia Mario per a aquesta consola, ja que la Nintendo 64 era a punt d'estrenar-se. Així i tot, va superar les seves expectatives de venda als Estats Units, esdevenint-hi el sisè joc més ben venut de l'any.
Super Mario RPG va ser aclamat per part de la crítica, en especial pel seu humor i pels gràfics en tres dimensions. Ha estat inspiració per a altres sèries de rol de Nintendo, Paper Mario i Mario & Luigi, que alhora són successors espirituals que en conserven alguns elements. Finalment, el joc va veure la llum en el mercat europeu quan va publicar-se en el servei de consola virtual de la Wii l'any 2008, i en el de la Wii U l'any 2015. També es va incloure dins la Nintendo Classic Mini: Super Nintendo Entertainment System l'any 2017.
Una nova versió (remake) en alta definició desenvolupat per ArtePiazza per a la Nintendo Switch va sortir per a tot el món el 17 de novembre de 2023 i va rebre crítiques positives, amb una mitjana de 84 a l'agregador Metacritic i venent 3,31 milions de còpies a dia de 31 de març de 2024.